# Chris Walker (baloncestista)
Chris Walker (Bonifay, Florida, 22 de diciembre de 1994) es un baloncestista estadounidense que pertenece a la plantilla de los Osceola Magic de la G League. Con 2,08 metros de estatura, juega en la posición de alero.

## Trayectoria deportiva

### Universidad
Después de participar en el prestigioso McDonald's All-American Game en 2013, tuvo ofertas de las universidades de Florida State, Baylor, Connecticut, Kansas y Ohio State, decantándose finalmente por los Gators de la Universidad de Florida, pero debido a problemas de índole académico, y cuando por fin se enroló en el equipo en el mes de diciembre, se perdió 10 partidos más por la investigación que llevó a cabo la NCAA de si había recibido algún tipo de beneficios ilegales cuando estaba en el instituto.
Finalmente disputó lo que quedaba de esa temporada y otra más, promediando en total 3,7 puntos y 2,7 rebotes por partido, En abril de 2015 se declaró elegible para el Draft de la NBA, renunciando a los dos años de universidad que le faltaban.

### Profesional
Tras no ser elegido en el Draft de la NBA de 2015, disputó las Ligas de Verano con los Houston Rockets, equipo con el que firmó contrato para disputar la pretemporada en el mes de septiembre, pero fue despedido en octubre tras disputar tres partidos de preparación.
El 2 de noviembre de 2015 fue adquirido por los Rio Grande Valley Vipers de la NBA D-League como jugador afiliado de los Rockets. En su primera temporada promedió 9,3 puntos y 7,0 rebotes por partido.
El 24 de octubre de 2022 se unió a la pretemporada de los Cleveland Charge de la G League.
El 2 de noviembre de 2023 se unió  los Osceola Magic.